# جيري كريستي
جيري كريستي (بالإنجليزية: Gerry Christie)‏ (1957 - ) هو لاعب كرة قدم بريطاني في مركز جناح ‏. لعب مع نادي كلايدبانك ‏.